# Mass Kotki

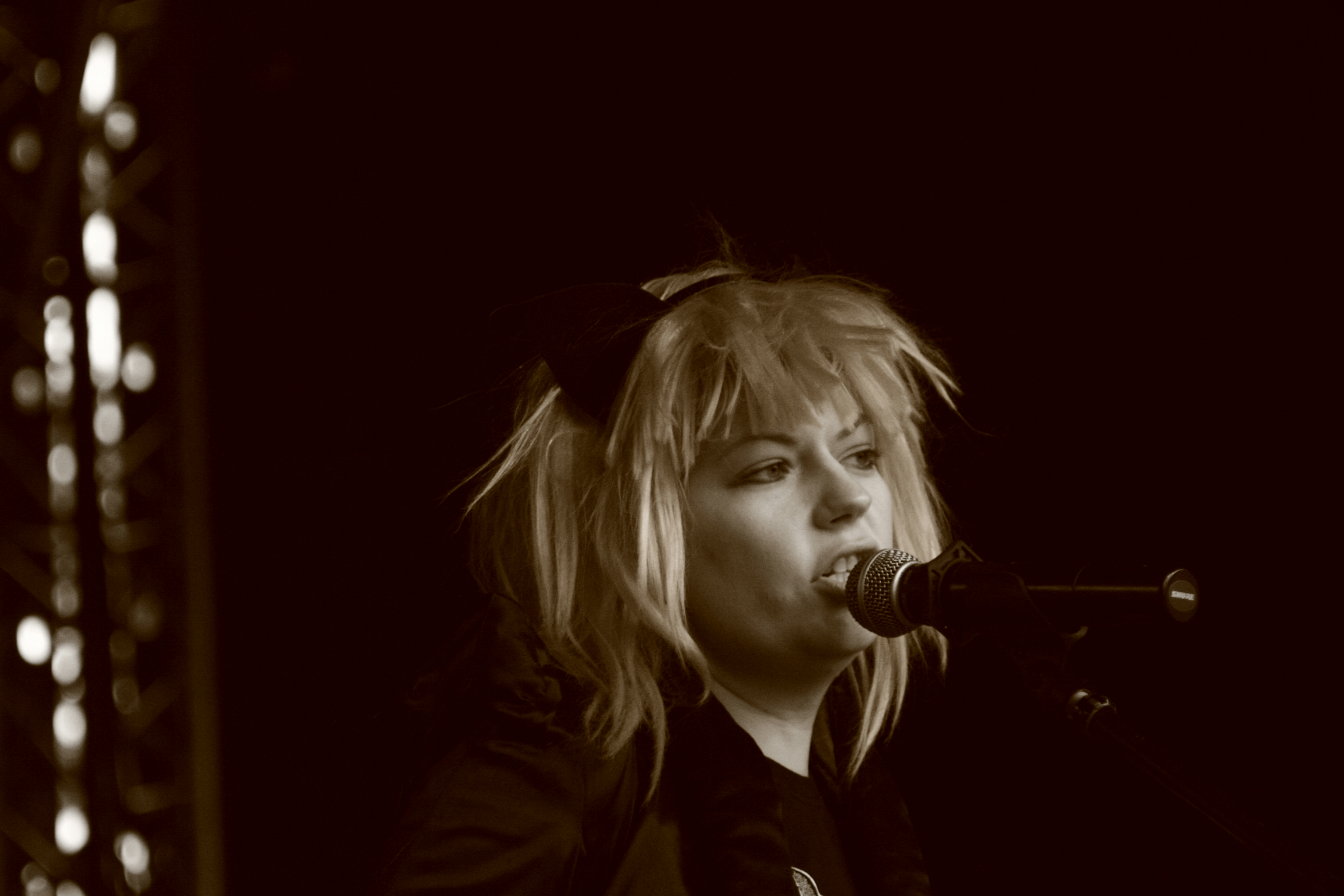

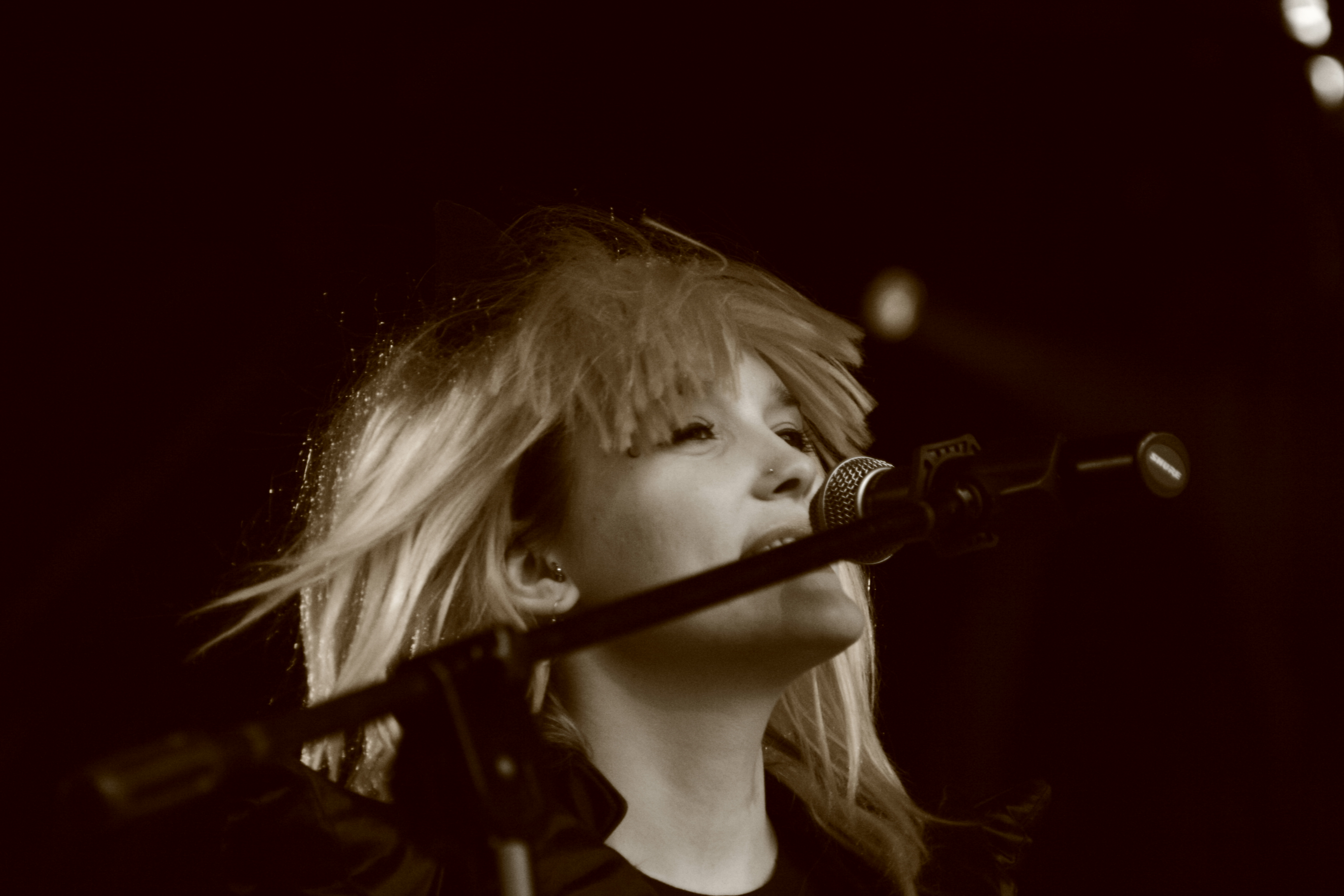

Mass Kotki – polska grupa muzyczna istniejąca w latach 2003-2010 w Warszawie, tworząca muzykę w gatunku electroclash.

## Ostatni znany skład zespołu
- Lady Electra – instrumenty elektroniczne, śpiew
- Katiusza – gitara basowa, śpiew
- Siwa – gitara

## Historia
Początki grupy sięgają 2001 roku po przeprowadzce Lady Electry z Łodzi do Warszawy. Lady Electra miała w tym czasie już za sobą współpracę z Procesor Plus. W stolicy zaprzyjaźniła się z Katiuszą i tak około 2003 roku powstał duet Mass Kotki. Katiusza, która gra na gitarze basowej, miała także już za sobą współpracę z zespołami takimi jak: Piekło Kobiet, Silikon Fest oraz Pogotowie Seksualne. Oprócz tego jest znana jako DJ w warszawskich klubach (także jako Loretta Kocimiętka), gdzie prowadziła w Aurorze "Ruskoje Party".
Następne lata były wypełnione licznymi koncertami zarówno w Polsce, jak i zagranicą, a także pisaniem materiału na debiutancką płytę. W 2004 roku, po raz pierwszy Mass Kotki weszły do studia, gdzie nagrały swój debiutancki album zatytułowany Chodź zobaczyć. Na albumie zawarto 12 utworów oraz dodatkowo dwa remiksy. Album promował teledysk do piosenki Brutalny Erotyzm.
Kolejny album, który ukazał się w 2008 roku, nosił tytuł Miau Miau Miau. Znalazło się na nim 15 utworów. Wszystkie piosenki w warstwie muzycznej zachowały swój klimat znany z poprzedniej płyty. Płytę promowała piosenka Maryja, do której nakręcono teledysk.
W tym samym roku wydano jeszcze jedną płytę, na której znalazła się muzyka skomponowana przez zespół do spektaklu Księga Rodzaju 2 wystawionego przez Teatr Współczesny we Wrocławiu. Księga rodzaju 2 to przedstawienie autorstwa Iwana Wyrypajewa oraz Antonina Wielikanowa w przekładzie Agnieszki Lubomiry Piotowskiej i w reżyserii Michała Zadary. W spektaklu występują tacy aktorzy, jak: Jan Peszek, Barbara Wysocka, Krzysztof Boczkowski. Premiera spektaklu odbyła się 8 września 2007 roku.
Od jesieni 2008 kolejną członkinią Mass Kotek stała się Siwa, gitarzystka wywodząca swój styl z nurtu punk. Siwa znana była wcześniej ze współpracy z Katiuszą w Pogotowiu Seksualnym, a także w zespołach Junkie Train i Zimbabwe.
19 września 2010 na portalu MySpace opublikowano informację o rozpadzie zespołu.

## Dyskografia

### Albumy studyjne
- 2004 – Chodź zobaczyć
- 2008 – Miau Miau Miau

### Podkład muzyczny do spektaklu
- 2008 Księga Rodzaju 2 – muzyka wykonywana podczas spektaklu, z udziałem Krzysztofa Boczkowskiego